# خليج لاكونيا

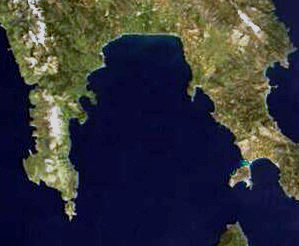
خليج لاكونيا

خليج لاكونيا (باليونانية: Λακωνικός Κόλπος)‏ هو خليج في جنوب شرق بيلوبونيز في اليونان . ويقع خليج لاكونيا أقصى الجنوب من اليونان والأكبر في بيلوبونيز. ويشكل "U". يحدها من الغرب شبه جزيرة ماني التي تفصلها عن خليج ميسين وإلى الشرق من شبه جزيرة كيب ماليس (المعروفة أيضًا باسم شبه جزيرة إبيدافروس ليميرا ) التي تفصلها عن بحر إيجه . إلى الجنوب يقع البحر الأبيض المتوسط . شبه جزيرة ماني وكيب مالياس تمتاز بتربة جافة وصخرية ولكن الشاطئ الشمالي الذي يغذيه نهر إيفروتاس الذي يفرغ في الخليج عند قمته أرض زراعية خصبة. تقع جزيرة يلفيسنوس في خليج لاكونيا مع جزيرة كيثيرا مباشرة إلى الجنوب. الموانئ والمدن الرئيسية على خليج لاكونيا هي غيثيو ونيبولي فويون.